# ۵۱ مارافسای
۵۱ مارافسای یک ستاره است که در صورت فلکی مارافسای قرار دارد.